# Djur i rymdfart

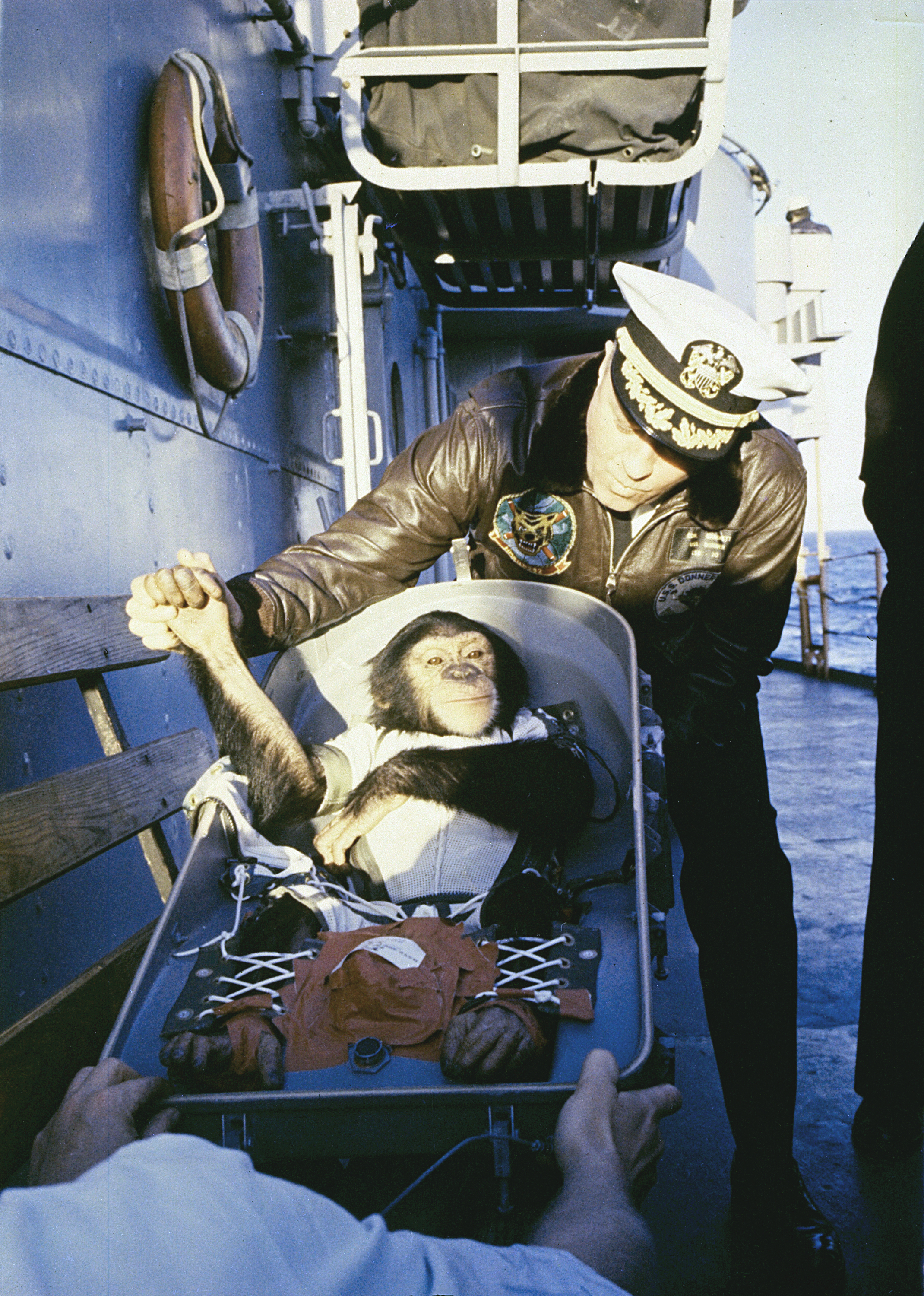
Schimpansen Ham hälsas välkommen tillbaka till jorden efter sin färd med Mercury 2 1961.

Människan har skickat försöksdjur på rymdfärder av flera anledningar, framför allt för att undersöka hälsorisker med rymdfart. Sju nationers rymdprogram har flugit djur med rymdfarkoster: Sovjetunionen, USA, Frankrike, Argentina, Kina, Japan och Iran.
De första djur som avsiktligt funnits med på en rymdfärd var en samling fruktflugor som följde med en amerikansk V2-raket 1947.
År 1949 sände USA rhesusapan Albert II med en V2-raket, men han dog under landningen till följd av en fallerande fallskärm. En av de första schimpanser som överlevde var Ham som nådde en höjd av 253 km. Primaten levde sedan i djurparken i Washington, D.C.. Många apor av olika arter flögs av USA under 1950- och 1960-talen. Apor implanterades med sensorer för att mäta vitala värden, och vissa var nedsövda under uppskjutningen. Dödligheten bland apor i detta skede var mycket hög: cirka två tredjedelar av apor som sköts upp under 1940-talet och 1950-talet dog under färden eller strax efter landningen.
Det sovjetiska rymdprogrammet använde hundar på flera färder. Det första djuret i omloppsbana var Lajka på Sputnik 2 1957.